# Нюша
Нюша Владимировна Шурочкина, лично име по рождение Анна, по-известна като Нюша, е руска поп певица, композиторка, авторка на песни и киноактриса.
Считана е сред най-известните руски певици, тъй като има 8 № 1 сингъла в руските класации.

## Биография
Шурочкина е родена на 15 август 1990 година в Москва, Русия, в семейство на музиканти. Когато е на 17 години, сменя личното си име от Анна на Нюша.
Баща ѝ Владимир Шурочкин е бивш член на руската група „Ласковый май“. Майка ѝ Ирина Шурочкина е пяла в рок банда в младежките си години. Когато Анна е на 2 години, родителите ѝ се развеждат, но баща ѝ продължава да общува с нея. Полусестра ѝ Мария Шурочкина е двукратен европейски шампион по синхронно плуване за юноши. По-малкият ѝ брат Иван Шурочкин се занимава с трикинг.

## Дискография
Студийни албуми
- 2010 – „Выбирать чудо“ (Изберете чудо)
- 2014 – „Объединение“ (Обединение)
- 2020 – „Solaris Es“

## Концерти
Самостоятелни концерти
- 2011 г. – „Выбирать своё чудо“, СК Олимпийски
- 2013 г. – „Объединение“, Crocus City Hall
- 2016 г. – „9 жизней“, Crocus City Hall